# Narkatiaganj
Narkatiaganj là một thành phố và là một khu vực quy hoạch (notified area) của quận Pashchim Champaran thuộc bang Bihar, Ấn Độ.

## Nhân khẩu
Theo điều tra dân số năm 2001 của Ấn Độ, Narkatiaganj có dân số 40.830 người. Phái nam chiếm 54% tổng số dân và phái nữ chiếm 46%. Narkatiaganj có tỷ lệ 59% biết đọc biết viết, thấp hơn tỷ lệ trung bình toàn quốc là 59,5%: tỷ lệ cho phái nam là 68%, và tỷ lệ cho phái nữ là 49%. Tại Narkatiaganj, 17% dân số nhỏ hơn 6 tuổi.